# Латиноамерикански покер тур
Латиноамерикански покер тур стартира през 2008 година и е организиран от Покерстарс.ком. Покер турнирът се провежда в три клалификации, от които се събират участници за финалния етап.

## Клалификации
- ЛАПТ Бразилия - играе се в Рио де Женейро
- ЛАПТ Коста Рика - играе се в Сан Хосе
- ЛАПТ Уругвай - играе се в Пунта дел Есте